# Huracán Raymond (2013)
El huracán Raymond fue el decimonoveno ciclón tropical formado durante la temporada de huracanes del Pacífico de 2013 y el octavo de ellos en alcanzar la categoría 1 de huracán. Ha sido el ciclón más intenso de dicha temporada al haber alcanzado la categoría 3 de huracán el 21 de octubre, además de seguir una trayectoria errática cercana a la costa sur de México.

## Historia meteorológica

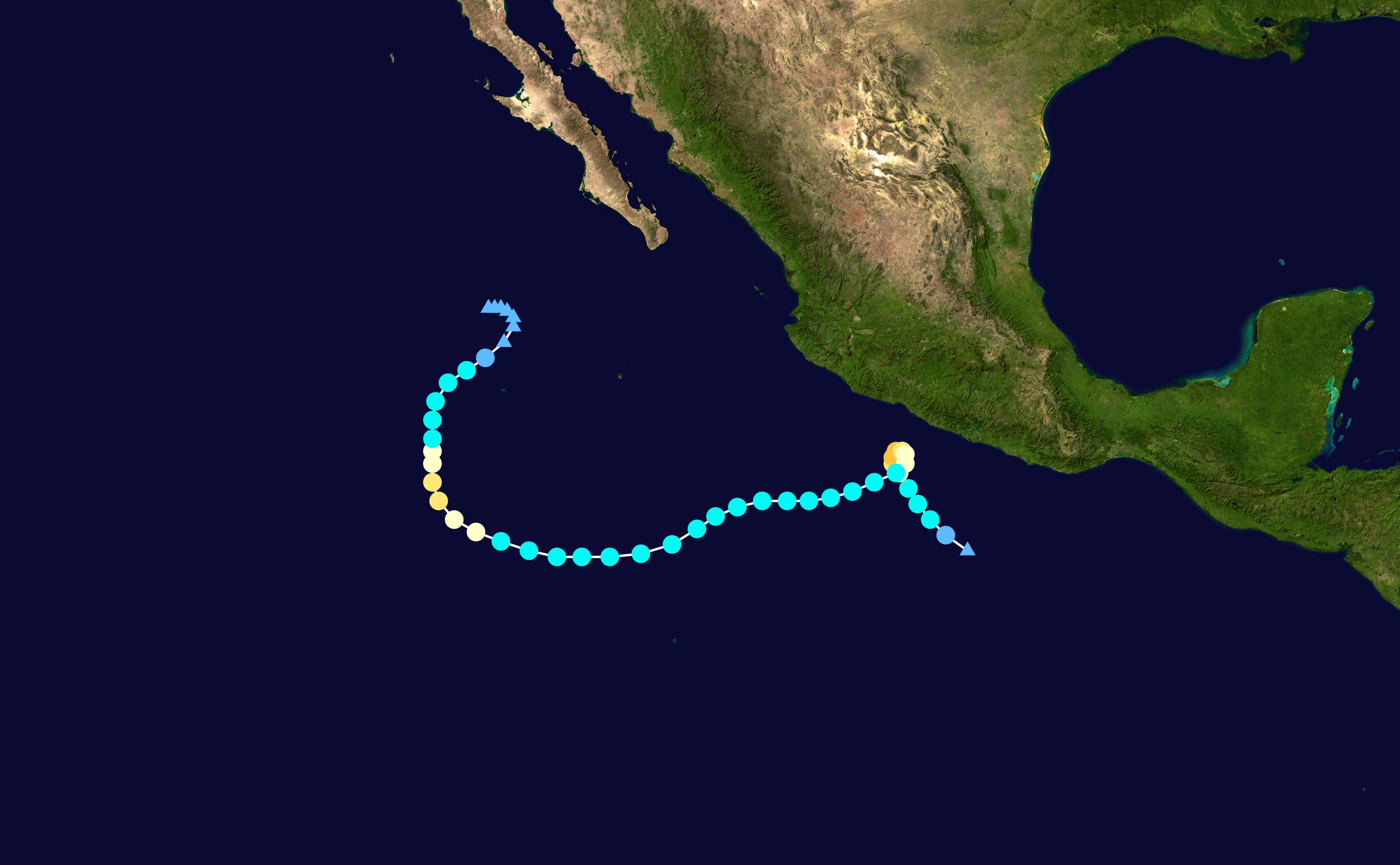
Trayectoria de Raymond

En la noche del 19 de octubre, un área de baja presión que se había venido desarrollando desde días atrás frente a las costas de Oaxaca y Guerrero, en el sur de México, logró mayor organización para convertirse en la depresión tropical Diecisiete-E, cuando se localizaba a 330 km al sur del puerto de Acapulco. La tarde del 20 de octubre, se comenzó a definir un rasgo de ojo al centro del sistema y a las 7:00 p. m. Tiempo del Centro, Raymond se convirtió en huracán con vientos sostenidos de 120 km/h, y cuando se localizaba a 215 km al sur del de Zihuatanejo. Siguiendo un desarrollo constante y con lento movimiento hacia el norte, Raymond alcanzó la categoría 3 en las primeras horas del 21 de octubre, convirtiéndose en el primer huracán Mayor de la temporada en el pacífico noreste,
superando a Henriette.  El ojo se encontraba estacionario a 170 kilómetros al sursudoeste de Zihuatanejo.
Debido a la presencia de una baja de mediano a alto nivel al norte y unas dorsales subtropicales al oeste y este del sistema, el desplazamiento de Raymond se tormó errático y nulo;  esta tendencia se mantuvo desde las 09:00 UTC del 21 de octubre a las 12:00 UTC del 23 de octubre, ya degradado a tormenta tropical. Raymond empezó a desplazarse en dirección oeste-suroeste, exponiendo su centro de circulación de nivel bajo al suroeste. Esto es debido a la presencia de una fuerte cizalladura y la entrada de aire seco imposibilitando su reintensificación. Sin embargo, a partir del 24 de octubre, al entrar en contacto con aguas más cálidas, la convexión profunda de Raymond se reorganizó, expandiendo sus bandas nubosas, aumentando su actividad de lluvias, tormentas eléctricas y de vientos.
El 28 de octubre a las 03:00 UTC, mientras se ubicaba a 1.115 kilómetros al suroeste de la península de Baja California, Raymond alcanzó su segundo pico de intensidad, como huracán de categoría dos, presentando vientos máximos de 165 km/h con ráfagas mayores y una presión mínima de 972 hPa. Debido a su desplazamiento en dirección norte y consecuentemente al entrar en contacto con aguas más frías, el sistema inició su debilitamiento. degradándose a tormenta tropical el 28 de octubre a las 21:00 UTC. El ciclón mantuvo la categoría de tormenta tropical por 18 horas, siendo degradado a depresión tropical a las 09:00 UTC del 30 de octubre. A las 15:00 UTC, la convexión profunda desapareció, y Raymond se convirtió en un ciclón postropical; se disipó horas después.

## Preparativos

### Estado de Guerrero
La tarde del 20 de octubre, el gobierno del estado de Guerrero ordenó el cierre de las operaciones de navegación marítima para todo tipo de embarcaciones en las costas de la entidad, ante el inminente acercamiento que tendría el meteroro en las horas siguientes. El gobernador de ese estado, Ángel Aguirre Rivero, solicitó de manera anticipada la declaratoria de emergencia para nueve municipios que comprenden las regiones de Costa Grande y parte de Tierra Caliente de la entidad. Adicionalmente, fueron suspendidas las actividades escolares en varios municipios del estado, incluido Acapulco, para el 21 y 22 de octubre. Ese día, se mantuvieron activos 25 albergues temporales en los municipios de Acapulco, Atoyac de Álvarez, Técpan de Galeana, Petatlán y Coyuca de Benítez. Asimismo, se habían desplegado desde Acapulco un total de 3 mil elementos del ejército mexicano; mil 500 de ellos solo en la región de Costa Grande, zona más expuesta por la cercanía del ciclón. Por otro lado, fueron evacuadas más de 266 personas, la mayoría procedentes de zonas de riesgo en los municipios de Acapulco, Chilpancingo y Coyuca de Benítez.

### Estado de Michoacán
En los municipios de Lázaro Cárdenas, Coahuayana, Aquila y Arteaga fueron suependidas las actividades escolares y cerrados a la navegación marítima menor todas las poblaciones costeras. En el puerto de Lázaro Cárdenas fueron habilitados 33 albergues temporales.

## Impacto

### Estado de Guerrero
La noche del 20 de octubre, las lluvias causadas por el ciclón en Acapulco acumularon un total de 120'2 mm y provocaron cuatro derrumbes y daños en nueve casas. En la región Costa Grande se notificó la crecida de un río en el municipio de Coyuca de Benítez y una casa con daños parciales en el municipio de Benito Juárez. En este último, se registró una precipitación de 61'5 mm.
El 21 de octubre, fue cerrada temporalmente la circulación vehicular en el puente provisional que cruza el río Coyuca, cerca de Coyuca de Benítez sobre la Carretera Federal 200, debido a la crecida de dicho río. El puente provisional había sido construido para comunicar la carretera nuevamente luego de que la crecida del mismo río provocada por las lluvias que trajo el huracán Manuel el 15 de septiembre de 2013 destruyeran parte del anterior.
A pesar de su intensidad el nombre de "Raymond" no fue retirado de la lista, al no causar daños de consideración, ni afectación directa, por lo que volverá a ser usado para la temporada 2019.